# P.V.T. Ahnfeldt-Mollerup
Peder Valdemar Tøger Ahnfeldt-Mollerup (26. juli 1907 i Aarhus – 21. marts 1945 i København) var en dansk kaptajn og modstandsmand under Danmarks besættelse, samt medlem af Frihedsrådet og Den lille Generalstab. Han blev arresteret den 27. februar 1945 og fængslet i Shellhuset, hvor han døde i forbindelse med bombningen den 21. marts 1945.

## Karriere
Efter sin studentereksamen i 1925 fra Birkerød Statsskole begyndte Ahnfeldt-Mollerup at studere jura, men afbrød sit studie for en karriere som officer. I 1931 blev han udnævnt til premierløjtnant og gjorde tjeneste ved 9. regiment i Viborg. Fra 1933 var han lærer ved Kornetskolen på Kronborg. I 1936-38 gennemgik han yderligere uddannelse og opnåede ansættelse ved Generalkommandoen. I 1942 opnåede han sin højeste rang som kaptajn.
Som studerende havde han været medlem af Akademisk Skyttekorps. Efter opfordring fra generalløjtnant Erik With grundlagde han i 1938 terrænsportsafdelingen, som han ledede frem til 1943, hvor han var nødt til at gå under jorden. Inden sin afsked nåede han at forberede afdelingens deltagelse i illegalt arbejde. De kom til at udgøre kernen i de styrker, hvor Akademisk Skytteforening deltog i modstandsbevægelsen.
Fra efteråret 1943 var han blandt de officerer omkring general Ebbe Gørtz, som stod for organiseringen af de militære modstandsstyrker og senere, efter aftalerne med Frihedsrådet, koordinering med dem om de øvrige dele af modstandsbevægelsen. Fra februar 1944 var han medlem af M-udvalget, og da K-udvalget afløste dette i juli 1944, blev han dér forbindelsesofficer til grupperne på Fyn og i Jylland.

## Mindesmærker
Der er opsat mindetavler i hhv. Shellhuset og mindemuren ved Hærens Kamp- og Ildstøttecenter på Oksbøl Kaserne, hvor han var tilknyttet Special Operations Executive.
Desuden blev der den 10. juni 1945 opstillet en sten, kendt som Mollerupstenen, ved Akademisk Skytteforenings afdeling i Høje Sandbjerg.
Mindelunden i Ryvangen har en sten, der ærer Ahnfeldt-Mollerup og 150 andre modstandsfolk, hvis lig ikke er blevet identificerede.